# Campeonato de la SAFF
El Campeonato de la SAFF es el torneo de fútbol a nivel de selecciones nacionales del Sur de Asia, organizado por la Federación de fútbol del Sur de Asia (SAFF).
Originalmente llamado Copa Regional Dorada de Cooperación de la Asociación del Sur de Asia (en inglés: South Asian Association of Regional Co-operation Gold Cup), el Campeonato de la SAFF suele disputarse de forma bienal por los siete seleccionados pertenecientes a la federación —Bangladés, Bután, India, Maldivas, Nepal, Pakistán y Sri Lanka—, y tiene como objetivo el crecimiento y progreso del juego en las naciones contendientes. El certamen se inició de manera independiente en 1993 y pasó a ser organizado por la Federación de fútbol del Sur de Asia cuando ésta se fundó en 1997. Desde su inauguración, se han disputado trece ediciones.
A partir del 2010, comenzó a llevarse a cabo de igual manera el Campeonato femenino de la SAFF. La competición también cuenta con versiones sub-19 y sub-16 para los seleccionados masculinos juveniles, y sub-18 y sub-15 para los femeninos.
El seleccionado con más títulos es India, con un total de ocho en su palmarés, y también es al actual campeón.

## Historia
El Campeonato de la SAFF tuvo sus inicios en la ciudad de Lahore en 1993. Esta competición surgió como una evolución natural de su torneo predecesor, la Copa Regional Dorada de Cooperación de la Asociación del Sur de Asia (SAARC). Desde su establecimiento, este certamen bienal se ha consolidado como el torneo de fútbol más importante de la región del sur de Asia, desempeñando un papel fundamental en el fomento y desarrollo del fútbol a nivel regional.
El Campeonato SAFF 2001 se pospuso inicialmente de octubre y noviembre de 2001 a enero y febrero de 2002 debido a la suspensión de la Federación de Fútbol de Bangladés por parte de la FIFA; el torneo finalmente se celebró en 2003.
En 2005, Afganistán se unió a la SAFF como nuevo miembro de la asociación, pero en 2015 abandonó la asociación para convertirse en miembro fundador de la Federación de Fútbol de Asia Central (CAFA). La edición de 2018 fue organizada por Bangladés, mientras que la edición de 2021 del torneo se pospuso dos veces hasta octubre de 2021 debido a la pandemia de COVID-19.
La 15ª edición del Campeonato SAFF que debería jugarse en 2025, se pospuso hasta 2026 para permitir una mejor organización, aunque hay especulaciones sobre un ataque terrorista como causa. Mientras tanto, Sri Lanka podría organizar un torneo invitacional en julio como alternativa.
Actualmente, los países que compiten en el torneo son Bangladesh, Bután, India, Maldivas, Nepal, Pakistán y Sri Lanka. El torneo se celebra cada dos años. India es el equipo más exitoso de esta región, habiendo ganado el título en nueve ocasiones, lo que supone siete veces más que el segundo equipo más exitoso, Maldivas, que ha ganado en dos ocasiones.

## Selecciones participantes
| Selección | Títulos | Participaciones | Primera participación |
| --------- | ------- | --------------- | --------------------- |
| Bangladés | 1       | 13              | 1995                  |
| Bután     | –       | 9               | 2003                  |
| India     | 9       | 14              | 1993                  |
| Maldivas  | 2       | 12              | 1997                  |
| Nepal     | –       | 14              | 1993                  |
| Pakistán  | –       | 12              | 1993                  |
| Sri Lanka | 1       | 13              | 1993                  |

### Antiguos participantes
| Selección  | Títulos | Participaciones | Primera participación | Última participación |
| ---------- | ------- | --------------- | --------------------- | -------------------- |
| Afganistán | 1       | 7               | 2003                  | 2015                 |

## Historial
| Año  | Sede                 | Campeón    | Final Resultado | Subcampeón | Tercer lugar          | Resultado             | Cuarto lugar          |
| ---- | -------------------- | ---------- | --------------- | ---------- | --------------------- | --------------------- | --------------------- |
| 1993 | Pakistán             | India      | [ n 1 ]         | Sri Lanka  | Nepal                 | [ n 1 ]               | Pakistán              |
| 1995 | Sri Lanka            | Sri Lanka  | 1:0             | India      | Bangladés y Nepal     | Bangladés y Nepal     | Bangladés y Nepal     |
| 1997 | Nepal                | India      | 5:1             | Maldivas   | Pakistán              | 1:0                   | Sri Lanka             |
| 1999 | India                | India      | 2:0             | Bangladés  | Maldivas              | 2:0                   | Nepal                 |
| 2003 | Bangladés            | Bangladés  | 1:1 5:3 penales | Maldivas   | India                 | 2:1                   | Pakistán              |
| 2005 | Pakistán             | India      | 2:0             | Bangladés  | Maldivas y Pakistán   | Maldivas y Pakistán   | Maldivas y Pakistán   |
| 2008 | Maldivas y Sri Lanka | Maldivas   | 1:0             | India      | Bután y Sri Lanka     | Bután y Sri Lanka     | Bután y Sri Lanka     |
| 2009 | Bangladés            | India      | 0:0 3:1 penales | Maldivas   | Bangladés y Sri Lanka | Bangladés y Sri Lanka | Bangladés y Sri Lanka |
| 2011 | India                | India      | 4:0             | Afganistán | Maldivas y Nepal      | Maldivas y Nepal      | Maldivas y Nepal      |
| 2013 | Nepal                | Afganistán | 2:0             | India      | Maldivas y Nepal      | Maldivas y Nepal      | Maldivas y Nepal      |
| 2015 | India                | India      | 2:1             | Afganistán | Maldivas y Sri Lanka  | Maldivas y Sri Lanka  | Maldivas y Sri Lanka  |
| 2018 | Bangladés            | Maldivas   | 2:1             | India      | Nepal y Pakistán      | Nepal y Pakistán      | Nepal y Pakistán      |
| 2021 | Maldivas             | India      | 3:0             | Nepal      | Maldivas              | [ n 3 ]               | Bangladés             |
| 2023 | India                | India      | 1:1 5:4 penales | Kuwait     | Líbano y Bangladés    | Líbano y Bangladés    | Líbano y Bangladés    |

## Palmarés
En la siguiente tabla se encuentran los equipos que han estado entre los cuatro mejores de alguna edición del torneo.
 En cursiva se indica el torneo en el que el seleccionado fue local.
| Equipo     | Campeón                                                  | Subcampeón                 | Tercer lugar   | Cuarto lugar   | Semifinalista              |
| ---------- | -------------------------------------------------------- | -------------------------- | -------------- | -------------- | -------------------------- |
| India      | 9 (1993, 1997, 1999, 2005, 2009, 2011, 2015, 2021, 2023) | 4 (1995, 2008, 2013, 2018) | 1 (2003)       |                |                            |
| Maldivas   | 2 (2008, 2018)                                           | 3 (1997, 2003, 2009)       | 2 (1999, 2021) |                | 4 (2005, 2011, 2013, 2015) |
| Bangladés  | 1 (2003)                                                 | 2 (1999, 2005)             |                | 1 (2021)       | 3 (1995, 2009, 2023)       |
| Afganistán | 1 (2013)                                                 | 2 (2011, 2015)             |                |                |                            |
| Sri Lanka  | 1 (1995)                                                 | 1 (1993)                   |                | 1 (1997)       | 3 (2008, 2009, 2015)       |
| Nepal      |                                                          | 1 (2021)                   | 1 (1993)       | 1 (1999)       | 4 (1995, 2011, 2013, 2018) |
| Kuwait     |                                                          | 1 (2023)                   |                |                |                            |
| Pakistán   |                                                          |                            | 1 (1997)       | 2 (1993, 2003) | 2 (2005, 2018)             |
| Bután      |                                                          |                            |                |                | 1 (2008)                   |
| Líbano     |                                                          |                            |                |                | 1 (2023)                   |

## Tabla histórica
- Actualizada al Campeonato de la SAFF 2021.

| Pos. | Selección  | Part. | PJ | PG | PE | PP | GF  | GC | Dif. | Pts |
| ---- | ---------- | ----- | -- | -- | -- | -- | --- | -- | ---- | --- |
| 1    | India      | 13    | 57 | 37 | 12 | 8  | 100 | 36 | +64  | 123 |
| 2    | Maldivas   | 11    | 47 | 24 | 11 | 12 | 95  | 48 | +47  | 83  |
| 3    | Bangladés  | 12    | 42 | 16 | 12 | 14 | 46  | 42 | +4   | 60  |
| 4    | Sri Lanka  | 13    | 41 | 13 | 7  | 21 | 48  | 65 | −17  | 46  |
| 5    | Pakistán   | 11    | 36 | 12 | 8  | 16 | 32  | 42 | −10  | 44  |
| 6    | Afganistán | 7     | 27 | 12 | 4  | 11 | 48  | 42 | +6   | 40  |
| 7    | Nepal      | 13    | 43 | 13 | 7  | 23 | 49  | 63 | −14  | 46  |
| 8    | Bután      | 8     | 24 | 1  | 1  | 22 | 13  | 93 | −80  | 4   |

## Goleadores por edición
| Torneo | Jugador                  | Selección   | Goles |
| ------ | ------------------------ | ----------- | ----- |
| 1993   | Desconocido              | Desconocido | –     |
| 1995   | Mohammed Amanullah       | Sri Lanka   | 3     |
| 1997   | Inivalappil Mani Vijayan | India       | 6     |
| 1999   | Naresh Joshi             | Nepal       | 3     |
| 1999   | Bhaichung Bhutia         | India       | 3     |
| 1999   | Mihazur Rehman           | Bangladés   | 3     |
| 1999   | Mohamed Wildhan          | Maldivas    | 3     |
| 2003   | Sarfraz Rasool           | Pakistán    | 4     |
| 2005   | Ibrahim Fazeel           | Maldivas    | 3     |
| 2005   | Ali Ashfaq               | Maldivas    | 3     |
| 2005   | Ahmed Thariq             | Maldivas    | 3     |
| 2008   | Harez Habib              | Afganistán  | 4     |
| 2009   | Enamul Haque             | Bangladés   | 4     |
| 2009   | Ahmed Thariq             | Maldivas    | 4     |
| 2009   | E. B. Channa             | Sri Lanka   | 4     |
| 2011   | Sunil Chhetri            | India       | 7     |
| 2013   | Ali Ashfaq               | Maldivas    | 10    |
| 2015   | Khaibar Amani            | Afganistán  | 4     |
| 2018   | Manvir Singh             | India       | 3     |
| 2021   | Sunil Chhetri            | India       | 5     |
| 2023   | Sunil Chhetri            | India       | 5     |

### Mayores goleadores
| Jugador          | Selección | Goles |
| ---------------- | --------- | ----- |
| Ali Ashfaq       | Maldivas  | 23    |
| Sunil Chhetri    | India     | 23    |
| Bhaichung Bhutia | India     | 12    |
| Ibrahim Fazeel   | Maldivas  | 10    |
| Ahmed Thariq     | Maldivas  | 10    |

## Desempeño
| Selección          | 1993                | 1995                | 1997                | 1999                | 2003 | 2005 | 2008 | 2009 | 2011 | 2013 | 2015 | 2018         | 2021         | 2023         | Total |
| ------------------ | ------------------- | ------------------- | ------------------- | ------------------- | ---- | ---- | ---- | ---- | ---- | ---- | ---- | ------------ | ------------ | ------------ | ----- |
| Bangladés          | ×                   | SF                  | GS                  | 2º                  | 1º   | 2º   | GS   | SF   | GS   | GS   | GS   | GS           | GS           | SF           | 13    |
| Bután              | No era miembro SAFF | No era miembro SAFF | No era miembro SAFF | No era miembro SAFF | GS   | GS   | SF   | GS   | GS   | GS   | GS   | GS           | ×            | GS           | 9     |
| India              | 1º                  | 2º                  | 1º                  | 1º                  | 3º   | 1º   | 2º   | 1º   | 1º   | 2º   | 1º   | 2º           | 1º           | 1º           | 14    |
| Maldivas           | ×                   | ×                   | 2º                  | 3º                  | 2º   | SF   | 1º   | 2º   | SF   | SF   | SF   | 1º           | GS           | GS           | 12    |
| Nepal              | 3º                  | SF                  | GS                  | 4º                  | GS   | GS   | GS   | GS   | SF   | SF   | GS   | SF           | 2º           | GS           | 14    |
| Pakistán           | 4º                  | GS                  | 3º                  | GS                  | 4º   | SF   | GS   | GS   | GS   | GS   | ×    | SF           | DQ           | GS           | 12    |
| Sri Lanka          | 2º                  | 1º                  | 4º                  | GS                  | GS   | GS   | SF   | SF   | GS   | GS   | SF   | GS           | GS           | DQ           | 13    |
| exmiembro          |                     |                     |                     |                     |      |      |      |      |      |      |      |              |              |              |       |
| Afganistán         | No era miembro SAFF | No era miembro SAFF | No era miembro SAFF | No era miembro SAFF | GS   | GS   | GS   | GS   | 2º   | 1º   | 2º   | miembro CAFA | miembro CAFA | miembro CAFA | 7     |
| Miembros invitados |                     |                     |                     |                     |      |      |      |      |      |      |      |              |              |              |       |
| Kuwait             | ×                   | ×                   | ×                   | ×                   | ×    | ×    | ×    | ×    | ×    | ×    | ×    | ×            | ×            | 2º           | 1     |
| Líbano             | ×                   | ×                   | ×                   | ×                   | ×    | ×    | ×    | ×    | ×    | ×    | ×    | ×            | ×            | SF           | 1     |

### Simbología
| - 1º – Campeón - 2º – Subcampeón - 3º – Tercer lugar - 4º – Cuarto lugar - SF – Semifinales - GS – Fase de grupos | - DQ – Descalificado/suspendido por la FIFA, AFC o SAFF. - q – Clasificado - Anfitrión - × – No participó - × – Se retiró antes del inicio del torneo |